# Boris Koprivnikar
Boris Koprivnikar, né le 6 avril 1966, est un homme politique slovène. Il est ministre de l'Administration publique depuis le 18 septembre 2014 et vice-président du gouvernement depuis le 19 novembre 2014.